# Carl Nyrén
Carl Johan Albert Nyrén, född 11 november 1917 i Sandseryd i Jönköpings län, död 6 november 2011, var en svensk arkitekt.

## Karriär
Nyrén var son till Johan Albert och Gertrud Nyrén och växte upp i Hovslätt som yngst av sex barn. Fadern drev tillsammans med sina tre bröder Ängsfors Snickerifabrik. Nyrén tog examen vid Kungliga Tekniska högskolan (KTH) i Stockholm 1942. Han var anställd vid dåvarande myndigheten Marinförvaltningen ett par år, hos arkitekt Paul Hedqvist 1944-1948. År 1948 grundade han det fortfarande verksamma, numera personalägda, Nyréns Arkitektkontor i Stockholm. 
Carl Nyrén slog igenom med en nybyggnad för Handelshögskolan i Göteborg, invigd 1952. Bland 75 förslag vann Nyrén tillsammans med Sture Ljungqvist arkitekttävlingen varefter Nyrén själv utarbetade allt ritningsunderlag.
Carl Nyrén ritade därefter bland annat kyrkobyggnader, exempelvis Västerortskyrkan i Vällingby vars interiör i sandblästrad betong ska ha fått arkitekten Le Corbusier att kalla den en av världens tre vackraste kyrkor. Även det så kallade missionskapellet vid Svenska Missionkyrkans pastorsutbildning vid Teologiska Seminariet, Lidingö, ledde till lovord, när det utnämndes av tidningen Arkitektur till en av Sveriges vackraste gudstjänstlokaler och bidrog till att Nyrén tilldelades Träpriset 1967.
Nyrén ritade och uppförde 1962 för egen räkning en villa i Äppelviken där han bodde livet ut.

## Priser och utmärkelser
Carl Nyrén erhöll Kasper Salinpriset fyra gånger, första gången 1965 för Lärarhögskolan i Malmö, 1971 för byggnation åt Pharmacia i Fyrislund, 1990 för Klarahuset i Stockholm och 1991 för en tillbyggnad åt Jönköpings läns museum. År 1967 erhöll han det då nyinstiftade Träpriset för “god svensk arkitektur” i trä samt Prins Eugen-medaljen. 
Han promoverades till teknologie hedersdoktor vid Kungliga Tekniska högskolan 1985 och tilldelades 1994 Ingenjörsvetenskapsakademiens stora guldmedalj "för att med brett kunnande, stor materialkännedom, psykologisk inlevelseförmåga och administrativ kompetens ha förenat det bästa inom svensk byggnadstradition".

## Verk i urval
- Handelshögskolan vid Göteborgs universitet, 1952
- Västerortskyrkan i Vällingby i Stockholm, 1956 (tillsammans med Bertil Engstrand
- Värnamo stadshus vid Kyrktorget, 1961
- Lärarhögskolan i Malmö, 1963 och 1974
- Missionskapellet vid Teologiska Seminariet, Lidingö, 1964
- Västerkyrkan, Lund, 1965
- Arrheniuslaboratoriet vid Stockholms universitet, 1973
- IBM:s huvudkontor i Kista i Stockholm, 1974-78, numera IT-universitetet, KTH och Stockholms Universitet, (tillsammans med Bengt Lindroos).
- Sparbankshuset vid Hamngatan i Stockholm, 1975
- Svenska Handelsbanken, Fersenska terrassen, Blasieholmstorg, Stockholm, om- och tillbyggnad 1976.
- Immanuelskyrkan i Jönköping, 1976
- Gottsunda kyrka i Uppsala, 1980
- Tillbyggnad av Halmstads rådhus i Halmstad, 1982
- Pharmacia AB, Fyrislund i Uppsala, från 1980-talet och framåt
- Ålidhemskyrkan i Umeå
- Järnvägsstationen i Jönköping, 1984
- Tillbyggnad av Jönköpings läns museum, 1992
- Värmlands Museums nya huvudbyggnad i Karlstad, 1996-97
- Vitlycke museum i Tanum, 1996-97
- Baldersskolan i Danderyd, 1954, tillbyggnad 1996-98
- Gamla Uppsala museum vid Gamla Uppsala fornlämningsområde 1998-99

Stadsbiblioteket i Uppsala 1987

## Bilder

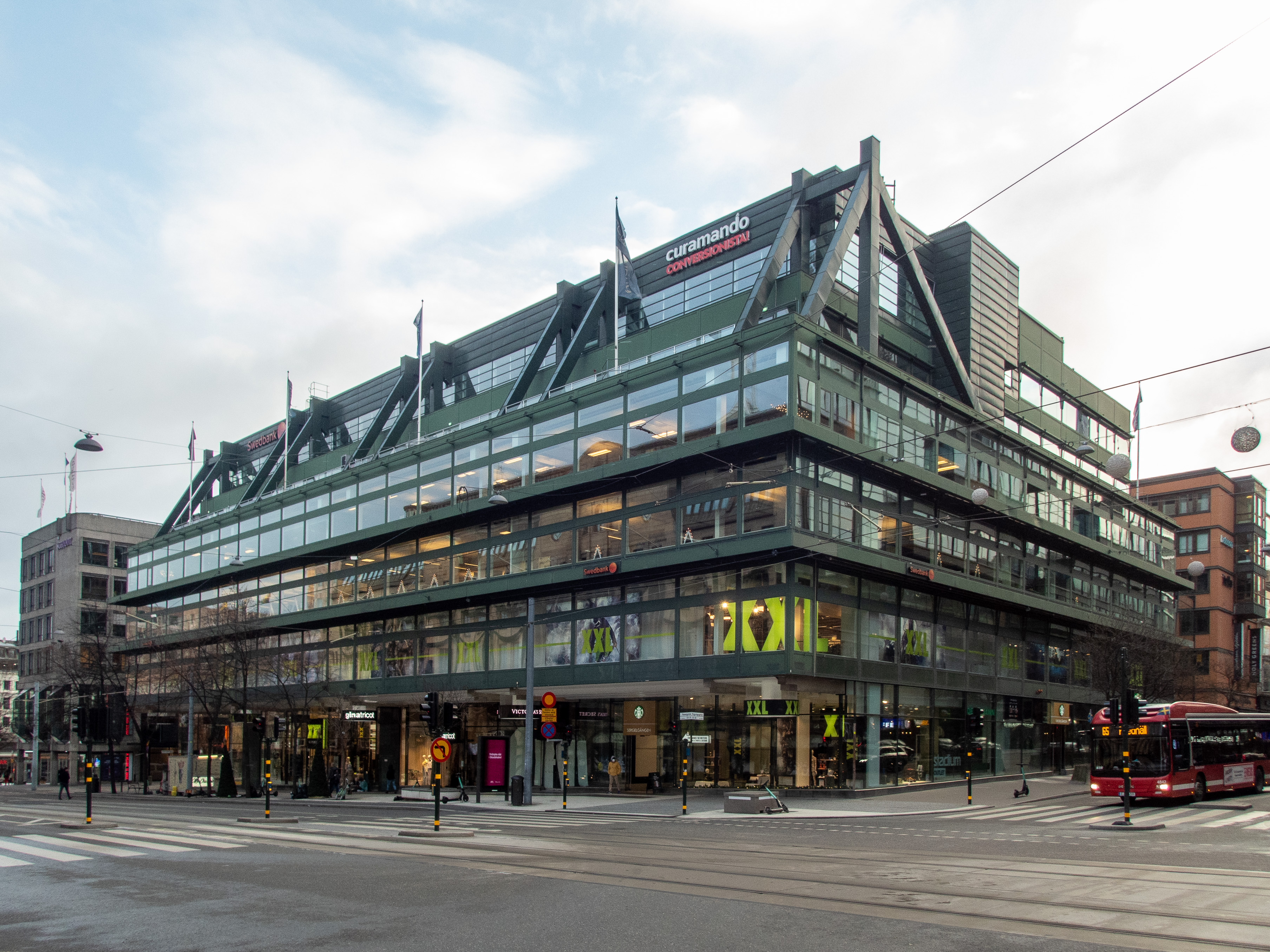
Sparbankshuset, Stockholm.
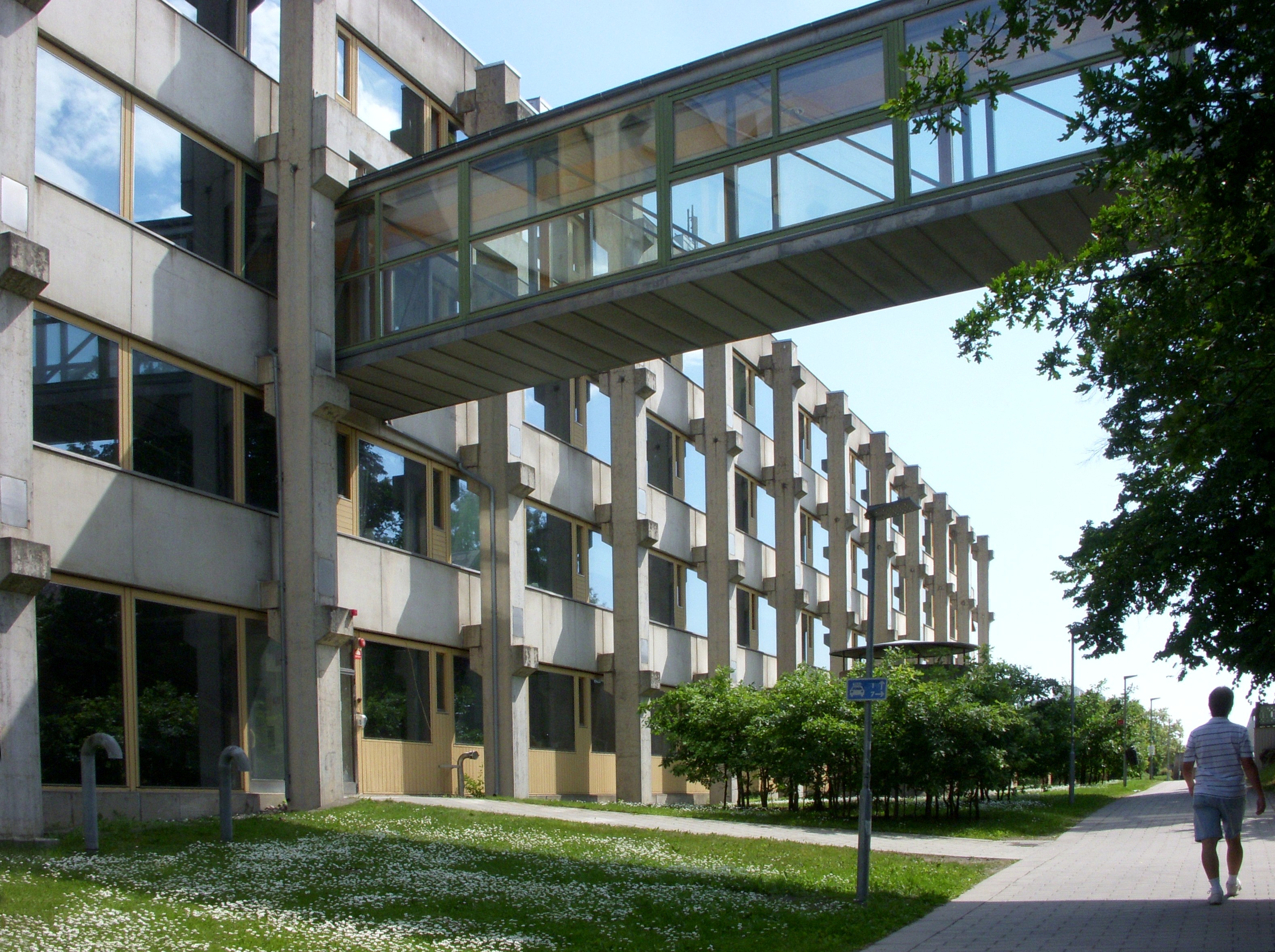
Arrheniuslaboratoriet vid Stockholms universitet.
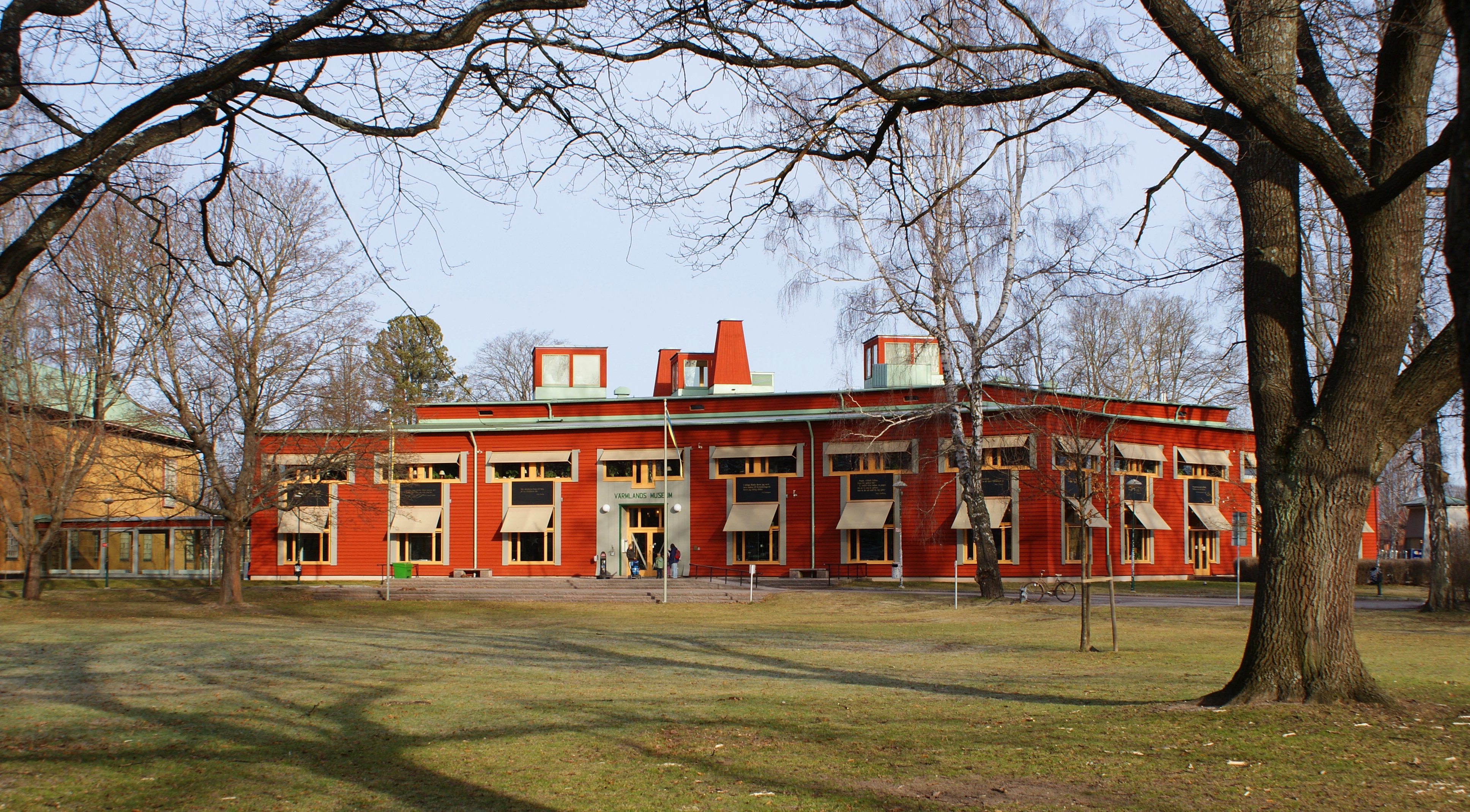
Tillbyggnad av Värmlands museum
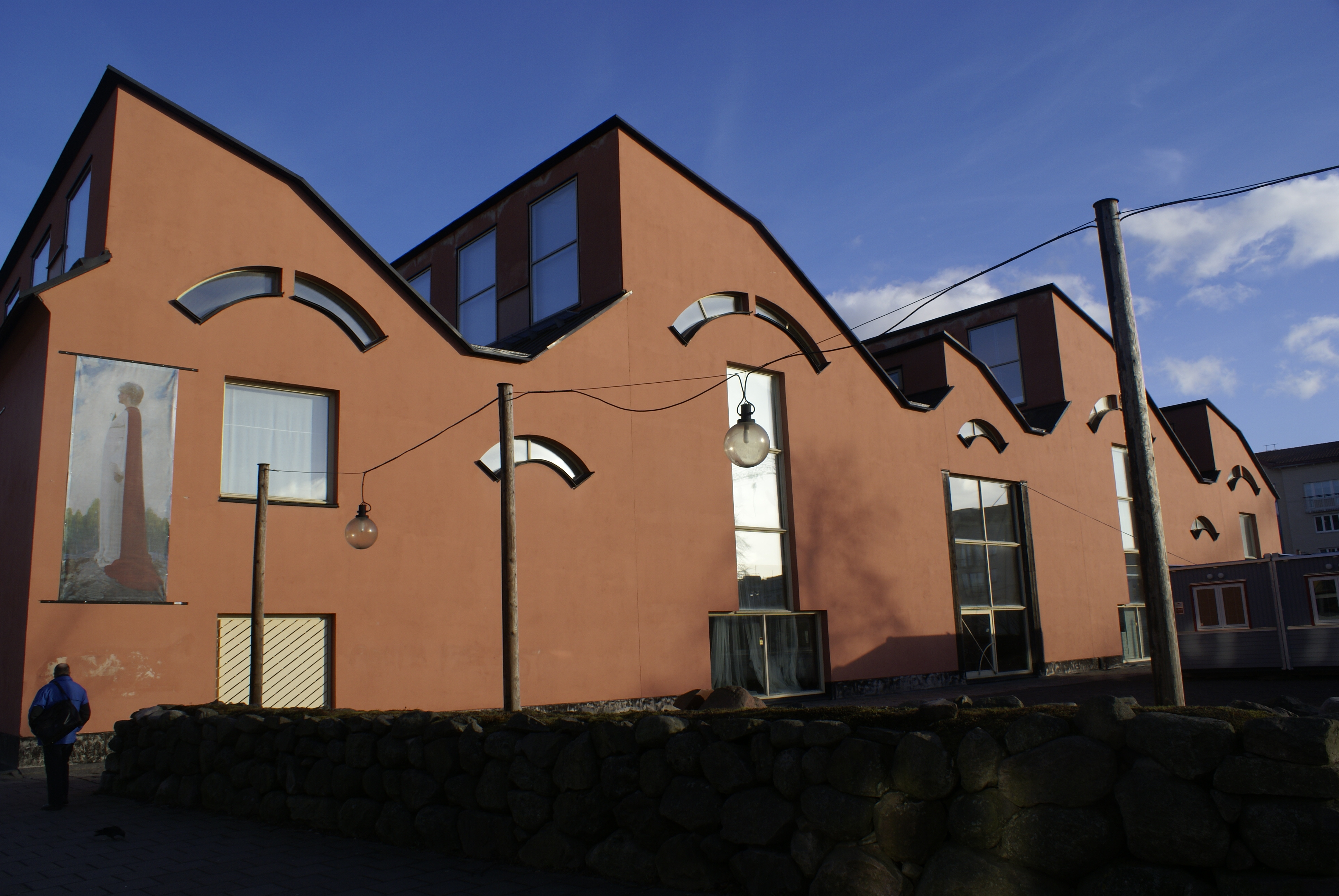
Tillbyggnad av Jönköpings läns museum
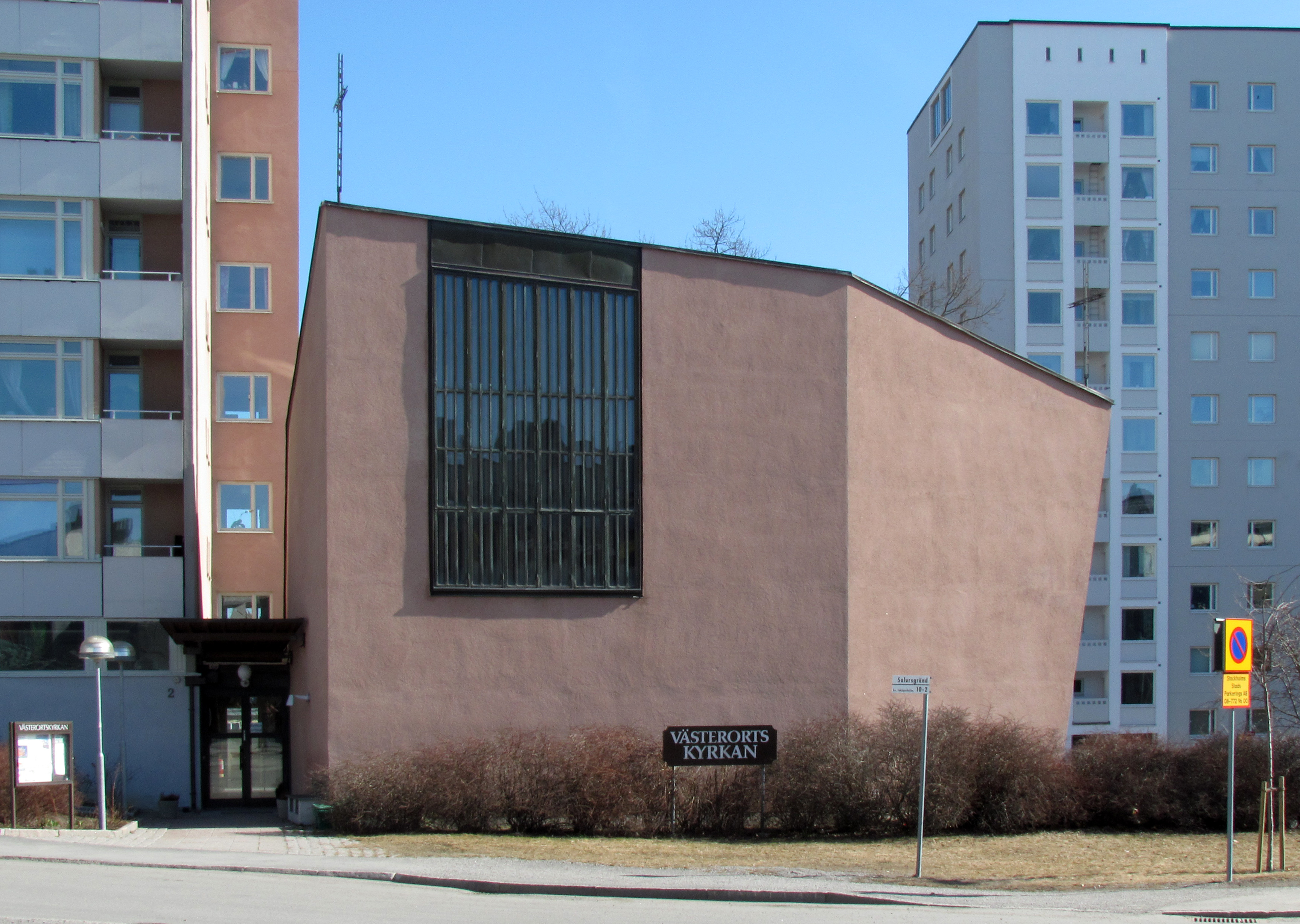
Västerortskyrkan, Vällingby